# A.H.-Heineken-Preis für Medizin
Der A.H.-Heineken-Preis für Medizin ist ein seit 1989 alle zwei Jahre von der Königlich Niederländischen Akademie der Wissenschaften (KNAW) vergebener Wissenschaftspreis.
Ausgezeichnet werden herausragende medizinische Forschungsergebnisse mit wichtiger tatsächlicher oder zumindest potentieller klinischer Anwendung. Der Preis geht an Einzelpersonen, von denen erwartet werden kann, dass sie noch mindestens zehn Jahre weiter aktiv forschen. Er war zunächst mit 250.000 Niederländischen Gulden dotiert. Seit dem Jahr 2000 erhalten die Preisträger 150.000 US-Dollar, seit 2014 200.000 US-Dollar. Zusätzlich wird der Young Scientists Award an Nachwuchsforscher vergeben.
Sechs der 18 Preisträger (Stand Anfang 2023) haben später den Nobelpreis für Physiologie oder Medizin gewonnen. Ebenfalls von der KNAW wird der H.P.-Heineken-Preis für Biochemie und Biophysik verliehen; auch dessen Träger haben häufig später den Nobelpreis erhalten.

## Preisträger
- 1989 Paul Christian Lauterbur (Nobelpreis für Physiologie oder Medizin 2003)
- 1990 Jon van Rood
- 1992 Salvador Moncada
- 1994 Luc Montagnier (Nobelpreis für Physiologie oder Medizin 2008)
- 1996 David de Wied
- 1998 Barry Marshall (Nobelpreis für Physiologie oder Medizin 2005)
- 2000 Eric Kandel (Nobelpreis für Physiologie oder Medizin 2000)
- 2002 Dennis J. Selkoe
- 2004 Elizabeth Blackburn (Nobelpreis für Physiologie oder Medizin 2009)
- 2006 Mary-Claire King
- 2008 Richard Peto
- 2010 Ralph M. Steinman (Nobelpreis für Physiologie oder Medizin 2011)
- 2012 Hans Clevers
- 2014 Kari Alitalo
- 2016 Stephen Philip Jackson
- 2018 Peter Carmeliet
- 2020 Karl Deisseroth
- 2022 Vishva Dixit
- 2024 keine Auszeichnung